# ISU Junior Grand Prix w łyżwiarstwie figurowym 2009/2010
ISU Junior Grand Prix w łyżwiarstwie figurowym 2009/2010 – 13. edycja zawodów w łyżwiarstwie figurowym w kategorii juniorów. Zawodnicy podczas tego sezonu wystąpili w ośmiu zawodach tego cyklu rozgrywek. Rywalizacja rozpoczęła się w Budapeszcie 26 sierpnia, a zakończyła się finałem JGP w Tokio, który odbył się w dniach 3–6 grudnia 2009 roku.

## Kalendarium zawodów
| Lp. | Data                              | Miejsce     | Zawody                      | Źr. |
| --- | --------------------------------- | ----------- | --------------------------- | --- |
| 1   | 26–30 sierpnia 2009               | Budapeszt   | JGP na Węgrzech             |     |
| 2   | 2–6 września 2009                 | Lake Placid | JGP w Stanach Zjednoczonych |     |
| 3   | 9–13 września 2009                | Toruń       | JGP w Polsce                |     |
| 4   | 23–27 września 2009               | Mińsk       | JGP na Białorusi            |     |
| 5   | 30 września – 4 października 2009 | Drezno      | JGP w Niemczech             |     |
| 6   | 7–11 października 2009            | Zagrzeb     | JGP w Chorwacji             |     |
| 7   | 14–18 października 2009           | Stambuł     | JGP w Turcji                |     |
| 8   | 3–6 grudnia 2009                  | Tokio       | Finał Junior Grand Prix     |     |

## Medaliści

### Soliści
| Zawody            | 1. miejsce       | 2. miejsce        | 3. miejsce        | Źr.   |
| ----------------- | ---------------- | ----------------- | ----------------- | ----- |
| Węgry             | Richard Dornbush | Grant Hochstein   | Żan Busz          | [ 1 ] |
| Stany Zjednoczone | Ross Miner       | Kento Nakamura    | Mark Szachmatow   | [ 2 ] |
| Polska            | Yuzuru Hanyū     | Austin Kanallakan | Gordiej Gorszkow  | [ 3 ] |
| Białoruś          | Artur Gaczinski  | Song Nan          | Stanisław Kowalow | [ 4 ] |
| Niemcy            | Song Nan         | Artur Gaczinski   | Gordiej Gorszkow  | [ 5 ] |
| Chorwacja         | Yuzuru Hanyū     | Ross Miner        | Żan Busz          | [ 6 ] |
| Turcja            | Song Nan         | Stanisław Kowalow | Kento Nakamura    | [ 7 ] |
| Finał JGP         | Yuzuru Hanyū     | Song Nan          | Ross Miner        | [ 8 ] |

### Solistki
| Zawody            | 1. miejsce         | 2. miejsce        | 3. miejsce         | Źr.    |
| ----------------- | ------------------ | ----------------- | ------------------ | ------ |
| Węgry             | Polina Szelepień   | Angela Maxwell    | Haruka Imai        | [ 9 ]  |
| Stany Zjednoczone | Kristine Musademba | Ksienija Makarowa | Isabelle M. Olsson | [ 10 ] |
| Polska            | Kanako Murakami    | Anna Owczarowa    | Christina Gao      | [ 11 ] |
| Białoruś          | Polina Szelepień   | Yuki Nishino      | Ksienija Makarowa  | [ 12 ] |
| Niemcy            | Kiri Baga          | Angela Maxwell    | Polina Agafonowa   | [ 13 ] |
| Chorwacja         | Kanako Murakami    | Kate Charbonneau  | Ellie Kawamura     | [ 14 ] |
| Turcja            | Kiri Baga          | Sofja Biriukowa   | Christina Gao      | [ 15 ] |
| Finał JGP         | Kanako Murakami    | Polina Szelepień  | Christina Gao      | [ 16 ] |

### Pary sportowe
| Zawody            | 1. miejsce                        | 2. miejsce                        | 3. miejsce                        | Źr.                               |
| ----------------- | --------------------------------- | --------------------------------- | --------------------------------- | --------------------------------- |
| Węgry             | Konkurencja nie została rozegrana | Konkurencja nie została rozegrana | Konkurencja nie została rozegrana | Konkurencja nie została rozegrana |
| Stany Zjednoczone | Kaleigh Hole / Adam Johnson       | Ksienija Stołbowa / Fiodor Klimow | Narumi Takahashi / Mervin Tran    | [ 17 ]                            |
| Polska            | Narumi Takahashi / Mervin Tran    | Tatjana Nowik / Michaił Kuzniecow | Brittany Jones / Kurtis Gaskell   | [ 18 ]                            |
| Białoruś          | Sui Wenjing / Han Cong            | Zhang Yue / Wang Lei              | Kaleigh Hole / Adam Johnson       | [ 19 ]                            |
| Niemcy            | Sui Wenjing / Han Cong            | Zhang Yue / Wang Lei              | Britney Simpson / Nathan Miller   | [ 20 ]                            |
| Chorwacja         | Konkurencja nie została rozegrana | Konkurencja nie została rozegrana | Konkurencja nie została rozegrana | Konkurencja nie została rozegrana |
| Turcja            | Konkurencja nie została rozegrana | Konkurencja nie została rozegrana | Konkurencja nie została rozegrana | Konkurencja nie została rozegrana |
| Finał JGP         | Sui Wenjing / Han Cong            | Narumi Takahashi / Mervin Tran    | Zhang Yue / Wang Lei              | [ 21 ]                            |

### Pary taneczne
| Zawody            | 1. miejsce                                | 2. miejsce                                | 3. miejsce                           | Źr.    |
| ----------------- | ----------------------------------------- | ----------------------------------------- | ------------------------------------ | ------ |
| Węgry             | Jelena Iljinych / Nikita Kacałapow        | Karen Routhier / Eric Saucke-Lacelle      | Lorenza Alessandrini / Simone Vaturi | [ 22 ] |
| Stany Zjednoczone | Maia Shibutani / Alex Shibutani           | Kharis Ralph / Asher Hill                 | Lauri Bonacorsi / Travis Mager       | [ 23 ] |
| Polska            | Jelena Iljinych / Nikita Kacałapow        | Marina Antipowa / Artiom Kudaszew         | Isabella Cannuscio / Ian Lorello     | [ 24 ] |
| Białoruś          | Ksienija Mońko / Kiriłł Chalawin          | Rachel Tibbetts / Collin Brubaker         | Alisa Agafonova / Dmytro Duń         | [ 25 ] |
| Niemcy            | Jekatierina Puszkasz / Jonathan Guerreiro | Lorenza Alessandrini / Simone Vaturi      | Piper Gilles / Zachary Donohue       | [ 26 ] |
| Chorwacja         | Maia Shibutani / Alex Shibutani           | Kharis Ralph / Asher Hill                 | Tatjana Baturincewa / Iwan Wołobujew | [ 27 ] |
| Turcja            | Ksienija Mońko / Kiriłł Chalawin          | Jekatierina Puszkasz / Jonathan Guerreiro | Isabella Cannuscio / Ian Lorello     | [ 28 ] |
| Finał JGP         | Ksienija Mońko / Kiriłł Chalawin          | Jelena Iljinych / Nikita Kacałapow        | Maia Shibutani / Alex Shibutani      | [ 29 ] |

## Klasyfikacje punktowe
Do finału Grand Prix zakwalifikowało się 8 najlepszych zawodników/par w każdej z konkurencji.
| Poz.                                                  | Zawodnik                                              | Punkty                                                |
| Miejsca 1–8: kwalifikacja do Finału Junior Grand Prix | Miejsca 1–8: kwalifikacja do Finału Junior Grand Prix | Miejsca 1–8: kwalifikacja do Finału Junior Grand Prix |
| ----------------------------------------------------- | ----------------------------------------------------- | ----------------------------------------------------- |
| 1                                                     | Yuzuru Hanyū                                          | 30                                                    |
| 2                                                     | Ross Miner                                            | 28                                                    |
| 3                                                     | Song Nan                                              | 28                                                    |
| 4                                                     | Artur Gaczinski                                       | 28                                                    |
| 5                                                     | Kento Nakamura                                        | 24                                                    |
| 6                                                     | Stanisław Kowalow                                     | 24                                                    |
| 7                                                     | Richard Dornbush                                      | 22                                                    |
| 8                                                     | Grant Hochstein                                       | 22                                                    |
| Miejsca 9–11: rezerwa do Finału Junior Grand Prix     |                                                       |                                                       |
| 9                                                     | Austin Kanallakan                                     | 22                                                    |
| 10                                                    | Gordiej Gorszkow                                      | 22                                                    |
| 11                                                    | Żan Busz                                              | 22                                                    |

| Poz.                                                  | Zawodniczka                                           | Punkty                                                |
| Miejsca 1–8: kwalifikacja do Finału Junior Grand Prix | Miejsca 1–8: kwalifikacja do Finału Junior Grand Prix | Miejsca 1–8: kwalifikacja do Finału Junior Grand Prix |
| ----------------------------------------------------- | ----------------------------------------------------- | ----------------------------------------------------- |
| 1                                                     | Kanako Murakami                                       | 30                                                    |
| 2                                                     | Polina Szelepień                                      | 30                                                    |
| 3                                                     | Kiri Baga                                             | 30                                                    |
| 4                                                     | Angela Maxwell                                        | 26                                                    |
| 5                                                     | Ksienija Makarowa                                     | 24                                                    |
| 6                                                     | Christina Gao                                         | 22                                                    |
| 7                                                     | Anna Owczarowa                                        | 20                                                    |
| 8                                                     | Ellie Kawamura                                        | 20                                                    |
| Miejsca 9–11: rezerwa do Finału Junior Grand Prix     |                                                       |                                                       |
| 9                                                     | Yuki Nishino                                          | 18                                                    |
| 10                                                    | Kristine Musademba                                    | 16                                                    |
| 11                                                    | Kate Charbonneau                                      | 16                                                    |

| Poz.                                                  | Zawodnicy                                             | Punkty                                                |
| Miejsca 1–8: kwalifikacja do Finału Junior Grand Prix | Miejsca 1–8: kwalifikacja do Finału Junior Grand Prix | Miejsca 1–8: kwalifikacja do Finału Junior Grand Prix |
| ----------------------------------------------------- | ----------------------------------------------------- | ----------------------------------------------------- |
| 1                                                     | Sui Wenjing / Han Cong                                | 30                                                    |
| 2                                                     | Narumi Takahashi / Mervin Tran                        | 26                                                    |
| 3                                                     | Kaleigh Hole / Adam Johnson                           | 26                                                    |
| 4                                                     | Zhang Yue / Wang Lei                                  | 26                                                    |
| 5                                                     | Tatjana Nowik / Michaił Kuzniecow                     | 20                                                    |
| 6                                                     | Britney Simpson / Nathan Miller                       | 20                                                    |
| 7                                                     | Aleksandra Wasiljewa / Jurij Szewczuk                 | 18                                                    |
| 8                                                     | Ksienija Stołbowa / Fiodor Klimow                     | 17                                                    |
| Miejsca 9–11: rezerwa do Finału Junior Grand Prix     |                                                       |                                                       |
| 9                                                     | Brittany Jones / Kurtis Gaskell                       | 14                                                    |
| 10                                                    | Anaïs Morand / Antoine Dorsaz                         | 14                                                    |
| 11                                                    | Maddison Bird / Raymond Schultz                       | 14                                                    |

| Poz.                                                  | Zawodnicy                                             | Punkty                                                |
| Miejsca 1–8: kwalifikacja do Finału Junior Grand Prix | Miejsca 1–8: kwalifikacja do Finału Junior Grand Prix | Miejsca 1–8: kwalifikacja do Finału Junior Grand Prix |
| ----------------------------------------------------- | ----------------------------------------------------- | ----------------------------------------------------- |
| 1                                                     | Maia Shibutani / Alex Shibutani                       | 30                                                    |
| 2                                                     | Ksienija Mońko / Kiriłł Chalawin                      | 30                                                    |
| 3                                                     | Jelena Iljinych / Nikita Kacałapow                    | 30                                                    |
| 4                                                     | Jekatierina Puszkasz / Jonathan Guerreiro             | 28                                                    |
| 5                                                     | Kharis Ralph / Asher Hill                             | 26                                                    |
| 6                                                     | Lorenza Alessandrini / Simone Vaturi                  | 24                                                    |
| 7                                                     | Marina Antipowa / Artiom Kudaszew                     | 22                                                    |
| 8                                                     | Isabella Cannuscio / Ian Lorello                      | 22                                                    |
| Miejsca 9–11: rezerwa do Finału Junior Grand Prix     |                                                       |                                                       |
| 9                                                     | Karen Routhier / Eric Saucke-Lacelle                  | 20                                                    |
| 10                                                    | Alisa Agafonova / Dmytro Duń                          | 20                                                    |
| 11                                                    | Tatjana Baturincewa / Iwan Wołobujew                  | 20                                                    |